# Гофсйокутль
Гофсйокутль (ісл. Hofsjökull) — третій за розмірами льодовик Ісландії, а також найбільший активний вулкан країни. Він розташований на заході Ісландського плато, на півночі гірського хребта Керлінґарфйотль (Kerlingarfjöll) між двома найбільшими льодовиками Ісландії. Його площа становить 925 км², а висота — 1 765 м. Вулкан під льодовиком є щитовим із кальдерою.
Гофсйокутль є джерелом багатьох річок, включно з Тйорсою, найдовшою річкою Ісландії.
На південному сході Ісландії між найсхіднішим льодовиковим язиком Ватнайокутль (Аксайокутль) та Трандарйокутль (площа бл. 4 км²) розташований невеликий льодовик, що також називається Гофсйокутль.